# San Nicola Imbuti
San Nicola Imbuti è una frazione del comune di Cagnano Varano, nel Gargano in provincia di Foggia. Durante la prima e la seconda guerra mondiale fu sede di un idroscalo dedicato a Ivo Monti.

## Storia
Una chartula offertionis conferma la presenza di un insediamento monastico, citato come cellam Santo Nicolay dello Imbuto, che prima appartenne all'abbazia di Calena e poi a quella di Santa Maria di Tremiti fino al 1782. La sua esistenza è confermata da un documento di donazione a quest'ultima abbazia, risalente al 1058.
Nel 1173 Raone, signore di Devia tentò d'impossessarsi dell'area per poi venderla senza conservare alcun diritto.
Tale tentativo è documentato da una sentenza che condannava Raone al pagamento di 200 once, sottoscritta anche da Gentilis, signore di Cagnano, che riconosceva i diritti sull'area all'abbazia di Calena.
Un documento descrive il vasto "tenimento", i cui confini si estendevano dal porto di Sant'Andrea (Capojale) all'area circostante il lago di Varano, fino all'attuale territorio di Ischitella.
Fonti poco successive, riferite ai privilegi di re Guglielmo II (1176 e di papa Innocenzo III (1208), confermano la titolarità di diritti sulla "cella" di San Nicola Imbuti e sulle sue pertinenze all'abbazia di Calena. Questi documenti evidenziano la presenza di un castrum o fortificazione, oltre che di coltivazioni e boschi.
Nel catasto onciario 1750, voluto da Carlo III di Borbone re di Napoli, riguardo al soppresso convento di San Nicola dell'Imbuto, si legge che San Nicola Imbuti venne soppressa.

### Idroscalo Ivo Monti
Base militare per idrovolanti, edificata a fine Ottocento dallo Stato Italiano nella località di San Nicola Imbuti. Il complesso doveva ospitare una scuola di pilotaggio per le squadriglie impiegate nel basso-medio Adriatico durante la prima guerra mondiale; e doveva fungere oltre che come punto di sosta e riparazioni, anche come punto di difesa dagli attacchi austriaci, specie quelli provenienti dalla base di Cattaro, in Jugoslavia.
Nel 1917 l'idroscalo della 254ª Squadriglia fu visitato dall'ammiraglio Paolo Thaon di Revel. In quel periodo nella struttura stazionavano gli ufficiali che compivano azioni di volo con gli idrovolanti Macchi L3.
Successivamente, dopo un breve periodo di inutilizzo, i locali vennero risistemati e riutilizzati a partire dal 1936 e durante la seconda guerra mondiale quando al 15 maggio 1944 era sede di una Sezione di Idrosoccorso con due Cant Z.506 Airone.
Attualmente la struttura è in uno stato di totale abbandono.